# Õhus on Smilers
«Õhus on Smilers» — шостий студійний альбом естонського гурту «Smilers». Випущено у 2007 році.

## Список композицій
Всі пісні написані Хендріком Сал-Саллером.
1. «Pimedam pool» (укр. Слабке місце) — 3:47
2. «Närtsinud roos» (укр. Зів'ялі троянди) — 4:11
3. «Päike ja Pärnu tüdrukud» (укр. Сонце і дівчата в Пярну)- 3:24
4. «Vuntsidega mees» (укр. Людина з вусами) — 4:02
5. «Annika» — 4:18
6. «Üle tumeda vee» (укр. Над темною водою)- 4:13
7. «Korrata!» (укр. Знову!)- 3:27
8. «Varjud» (укр. Тіні) — 4:33
9. «Keelatud viljade turg» (укр. Ринок заборонених плодів)- 4:01
10. «Tükike minust» (укр. Частинка мене) — 4:20